# Миланова, Наталья
Наталья Миланова (словац. Natália Milanová, в девичестве — Галисова, Gálisová; род. 12 июня 1982 года, Братислава, Чехословакия) — словацкий политический и государственный деятель. Член партии «Обычные люди». Магистр (Mgr.). В прошлом — министр культуры Словакии (2020—2023), депутат Национального совета (2018—2020).

## Биография
Родилась 12 июня 1982 года в Братиславе.
В 1996—2000 гг. училась в гимназии имени Ладислава Новомеского. В 2000—2005 гг. училась на педагогическом факультете Университета имени Я. А. Коменского в Братиславе. Получила специальность учителя словацкого языка и истории.
Работала в 2006—2009 гг. учителем словацкого языка и истории в частной школе ESPRIT в Братиславе, затем в 2009 году работала в рекламном агентстве Effectivity s.r.o. в Братиславе. В 2010—2013 гг. работала менеджером проектов.
Увлекается верховой ездой. Занималась с лошадьми, тренировала юных наездников, организовывала и модерировала конные гонки, проводила иппотерапию. С 1998 года сотрудничала с каскадёрской группой Borseus и каскадёрской группой Мартина Угровчика (Martin Uhrovčík), участвовавших в создании словацких и зарубежных фильмов, включая «Последний легион». В 2011 году был создан интерактивный конный театр. С 2012 года является президентом театра Equiteatro, мультисенсорного театра для детей школьного возраста.
Несколько лет занималась детским журналом Fifík. В 2012 году опубликовала детскую книгу «История храброго словацкого народа» (Dejiny statočného národa slovenskéh) в издательстве Perfekt, одну из первых детских книг по истории Словакии.
В 2014 году вступила в партию «Обычные люди». 17 января 2018 года стала депутатом Национального совета, после того как от мандата отказался 5 января Йозеф Вискупич, избранный президентом Трнавского края.
21 марта 2020 года получила портфель министра культуры в правительстве во главе с Игорем Матовичем. 1 апреля 2021 года получила портфель министра культуры в правительстве под руководством премьер-министра Эдуарда Хегера.

## Награды
- Орден княгини Ольги III степени (23 августа 2022 года, Украина) — за значительные личные заслуги в укреплении межгосударственного сотрудничества, поддержку государственного суверенитета и территориальной целостности Украины, весомый вклад в популяризацию Украинского государства в мире[7].